# Steve (film)
Steve är en kommande brittisk komedi- och dramafilm, med premiär på Netflix planerad till 2025. Den är regisserad av Tim Mielants, med manus skrivet av Max Porter.

## Handling
Filmen handlar om rektorn Steve och hans kamp för att rädda sin reformskola samtidigt som han hanterar sin psykiska hälsa. Samtidigt försöker den plågade studenten Shy hantera sina våldsamma tendenser och sin sårbarhet.

## Rollista (i urval)
- Cillian Murphy – Steve
- Jay Lycurgo – Shy